# Puebla de Don Rodrigo
Puebla de Don Rodrigo é um município da Espanha na província de Ciudad Real, comunidade autónoma de Castilla-La Mancha, de área 433,6 km² com população de 1277 habitantes (2006) e densidade populacional de 2,98 hab/km².

## Demografia
| Variação demográfica do município entre 1991 e 2004 | Variação demográfica do município entre 1991 e 2004 | Variação demográfica do município entre 1991 e 2004 | Variação demográfica do município entre 1991 e 2004 |
| --------------------------------------------------- | --------------------------------------------------- | --------------------------------------------------- | --------------------------------------------------- |
| 1991                                                | 1996                                                | 2001                                                | 2004                                                |
| 1363                                                | 1324                                                | 1319                                                | 1267                                                |